# Rynn Berry
Vous pouvez aider à l'améliorer ou bien discuter des problèmes sur sa page de discussion.
- Il ne cite pas suffisamment ses sources. Vous pouvez indiquer les passages à sourcer avec {{référence nécessaire}} ou {{Référence souhaitée}}, et inclure les références utiles en les liant aux notes de bas de page. (Marqué depuis août 2016)

- Archive Wikiwix
- Bing
- Cairn
- DuckDuckGo
- E. Universalis
- Gallica
- Google
- G. Books
- G. News
- G. Scholar
- Persée
- Qwant
- (zh) Baidu
- (ru) Yandex
- (wd) trouver des œuvres sur Wikidata

Rynn Berry, né à Honolulu le 31 janvier 1945 et mort à New York le 9 janvier 2014, est un écrivain américain, auteur de livres sur l'histoire du végétarisme et le végétarisme dans les religions du monde. 

## Biographie
Rynn Berry est né le 31 janvier 1945, à Honolulu, Hawaii, et a grandi à Coconut Grove, en Floride. Il a étudié la littérature et l'archéologie à l'Université de Pennsylvanie (études anciennes) et à l'Université Columbia.
Il est devenu végétarien à l’adolescence et végétalien le 15 août 1966 et célèbre cette décision de vie chaque année. Il est devenu un crudivore en 1994. Il a enseigné la littérature comparée au Baruch College à Manhattan et plus tard, l'histoire culinaire à New School for Social Research à New York.
Pour son premier livre Les Nouveaux Végétariens, il a interviewé des nombreux végétariens contemporains connus, y compris le prix Nobel Isaac Bashevis Singer, le romancier britannique Brigid Brophy, le journaliste anglais Malcolm Muggeridge, le yogi indien Swami Satchidananda, le comédien Dick Gregory, les défenseurs de la vie simple Helen et Scott Nearing, le fondateur de Beauty Without Cruelty Muriel et le ses acteurs américains Dennis Weaver, Susan Saint James et Cloris Leachman. La première édition de son livre a été publiée en 1979, simplement intitulée Les végétariens. Elle comprenait une entrevue avec l'acteur Marty Feldman qui était absent dans les éditions ultérieures (1988 et 1993).
Son livre suivant, Famous Vegetarians and Their Favorite Recipes : Lives and Lore from Buddha to the Beatles, est un recueil de notices biographiques des végétariens célèbres à travers l'histoire humaine. Chaque chapitre contient également une illustration de chacun des célèbres végétariens, suivi par certains de leurs recettes préférées. Pour le chapitre Leonardo da Vinci, il a traduit pour la première fois en anglais des recettes de De Honesta Voluptate par Bartolomeo Platina. La première édition du livre a été publiée en 1989 par Panjandrum Livres. En 1995, Pythagorean Publishers ont publié une édition révisée avec trois autres chapitres couvrant Mahavira (fondateur réputé du jaïnisme), Platon, Socrate et Swami Prabhupada.
Végétariens et non-végétariens ont reçu le livre favorablement. Le Prix Pulitzer, William A. Henry III (en) a écrit sur le livre de Berry : « Étant un non-végétarien, j'ai lu avec fascination et j’ai mangé avec appréciation »[réf. nécessaire]. 
En 1998, il a publié son troisième livre, L'Alimentation pour les Dieux : Le végétarisme et les religions du monde, qui se compose d'une collection d'essais sur chaque religion du monde, accompagnés de recettes et d'entrevues avec des représentants éminents de chaque religion (y compris Philip Kapleau, Steven J. Rosen, et Andrew Linzey). Comme son précédent livre, L'Alimentation pour les Dieux a été traduit en chinois.
En 2004, Berry a publié son quatrième livre, Hitler : Ni végétarien ni amoureux des animaux, qui comporte une introduction par Martin Rowe, cofondateur de Lantern Books, et rédacteur en chef fondateur du magazine Satya.
Rynn Berry a également écrit l'entrée sur l'histoire du végétarisme en Amérique pour l’Oxford Encyclopedia of Food and Drink (2004), édité par Andrew Smith, et il a été appelé pour écrire sept entrées pour The Oxford Companion to Food and Drink in American (2007).
Il meurt brutalement à New York. Il est découvert inconscient en vêtements de sport dans le Prospect Park de Brooklyn, le 31 décembre 2013, mais n'est identifié que le 7 janvier 2014. Les seuls indices dans ses poches sont des clés et un inhalateur pour l'asthme. Il ne reprend jamais conscience et meurt à 12 h 30 le 9 janvier 2014. 